# LXIV Korpus Armijny (III Rzesza)
LXIV (64.) Korpus Armijny (niem. LXIV. Armeekorps) – jeden z niemieckich korpusów armijnych, walczył głównie przeciw aliantom zachodnim.  
Utworzony 24 września 1942 roku jako LXIV Korpus Rezerwowy. Stacjonował w okupowanej Francji. W dniu 5 sierpnia 1944 roku został przemianowany na LXIV Korpus Armijny. Od początku 1945 roku walczył przeciw wojskom aliantów zachodnich. W marcu rozbity został w tzw. kotle Colmar.  Wchodził w skład 19 Armii z Grupy Armii G. Ostatecznie LXIV KA zniszczony został przez wojska francuskie w kwietniu 1945 roku w Schwarzwaldzie.

## Dowódcy korpusu
- generał piechoty Otto Lasch (sierpień – listopad 1944)
- generał piechoty Hellmuth Thumm (listopad 1944 – styczeń 1945)
- generał artylerii Max Grimmeiss[1] (styczeń – kwiecień 1945)
- generał porucznik Helmuth Friebe (kwiecień – maj 1945)

## Struktura organizacyjna
Oddziały korpuśne: 464 Dowództwo Artylerii i 464 Korpuśna Kompania Łączności
Skład w listopadzie 1944
- 708 Dywizja Grenadierów Ludowych
- 716 Dywizja Piechoty

Skład w marcu 1945
- 198 Dywizja Piechoty
- 405 Dywizja

Skład w kwietniu 1945
- 16 Dywizja Grenadierów Ludowych
- 189 Dywizja Piechoty